# 宾舍曼

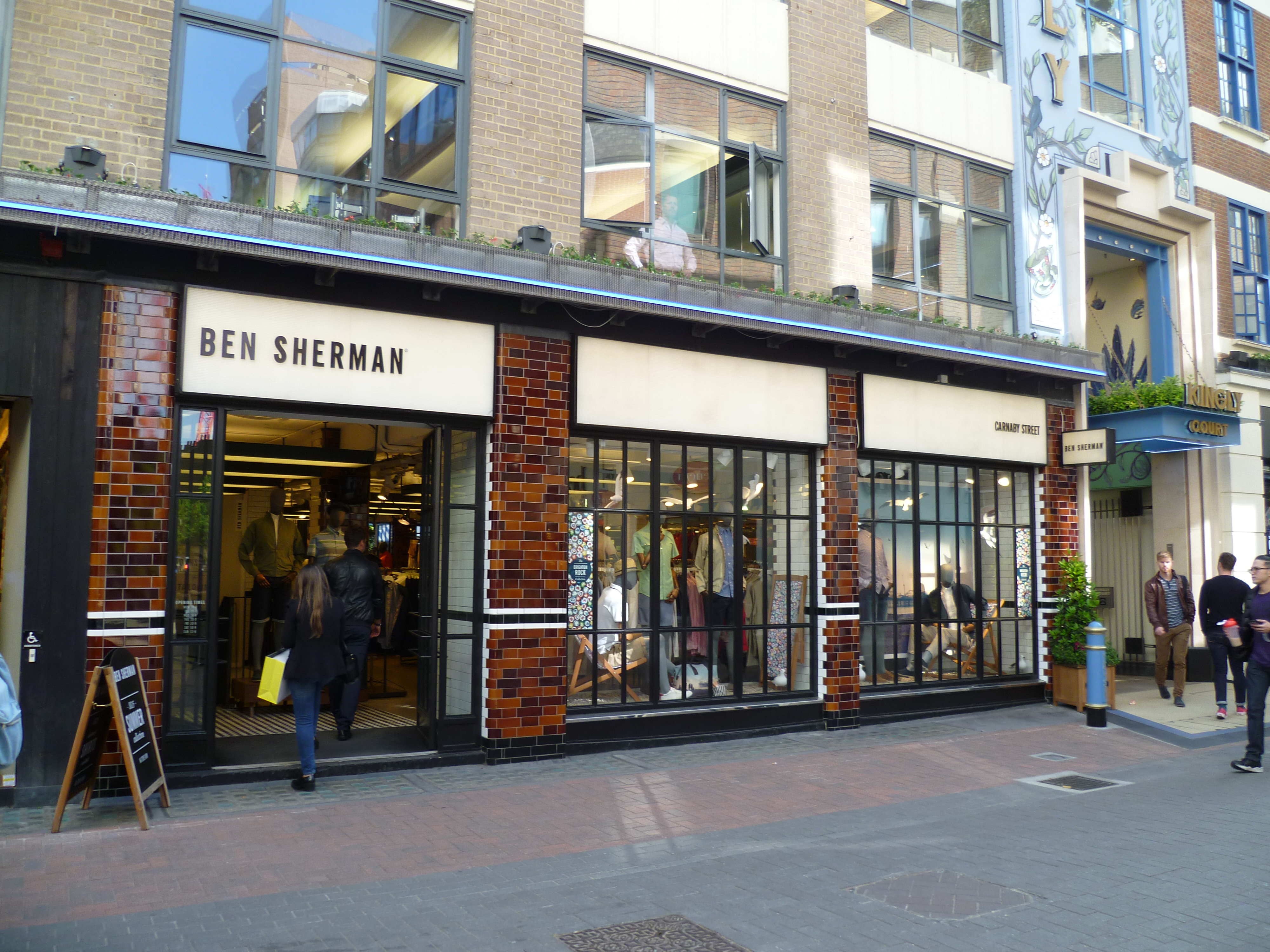
位于伦敦卡纳比街的一家宾舍曼商店

宾舍曼（英語：Ben Sherman）是一个销售男式衬衫、毛衣服、外套、鞋和配件的英国服装品牌。宾舍曼的设计有时以皇家空军的圆形为特色，这通常被称为现代主义风格。在其1960年代的创始阶段，该公司以其制造的时尚短袖衫领的衬衫而著称。2004年至2015年，宾舍曼的品牌为总部位于亚特兰大的服装公司牛津工业所有。在2015年宾舍曼被出售给Marquee Brands，一家美国的私人股权投资公司路博迈控制的公司。Marquee Brands收购该品牌仅仅六个月之后就将其英国的运营权授权给BMB服装有限公司，一家总部位于利兹基的公司，其业务包括杰夫·班克斯和Suit Direct商店。

## 历史
该公司成立于1963年，创始人为亚瑟·本杰明·舒格曼（1925-1987）。他是一个犹太推销员的儿子，出生在布莱顿。他在1946年通过加拿大移居美国，并入籍美国。他和一个加州的衣服生产商的女儿结婚，后来回到布莱顿，1963年他在那里的贝德福德广场21号建立了一家衬衫工厂。
舒格曼意识到，1960年代初期，位于伦敦的现代爵士乐迷们急切地想要购买牛津布的美国衬衫品牌，例如布鲁克斯的兄弟，箭头和海瑟薇，这些品牌的穿着者包括来访的美国爵士乐的艺术家，如邁爾士·戴維斯，迪齐·吉莱斯皮和加拿大爵士艺术家奥斯卡·彼得森的。当时，这些仅仅可以从官方的进口商处获得，实际上，它们垄断了这个市场。他决定产生这些衬衫，同时还有一系列在美国和欧洲地中海地区越来越受欢迎的，丰富多彩的，度假衣服。这些衣服在现代主义者之家大受欢迎，特别是舒格曼是使用高质量的材料，并且比进口的衬衫拥有更细致的缝制工艺。宾舍曼的品牌打响了，并且到1965年，该公司在伦敦后街办公区的楼上开设了一个小型办公室。这是他们衬衫和沙滩装系列的陈列室。第一家宾舍曼商店1967年在布莱顿开业。
舒格曼在1975年出售了他的企业并移居澳大利亚。该公司在接下来的几年经历了几次转手。1993年，英国投资者3i支持管理层收购以4万英镑的价格从总部位于北爱尔兰的凯尔德服装集团手中收购宾舍曼，当时该公司正处于破产管理中，随后建立了宾舍曼·库珀集团。 在2000年,3i公司资助了第二次管理层收购，创建了宾舍曼股份有限公司。在2004年年中，亚特兰大的牛津工业公司以80万英磅(当时相当于1.46亿美元)的价格，从3i公司和爱尔兰的风险资本公司Enterprise Equity手中收购了宾舍曼的品牌。
宾舍曼本世纪初曾经出售的女装和童装被牛津工业于2010年中止。在2010年10月11日，宾舍曼在萨维尔街39号开设一家店铺。